# Satigachha
Satigachha là một thị trấn thống kê (census town) của quận Nadia thuộc bang Tây Bengal, Ấn Độ.

## Nhân khẩu
Theo điều tra dân số năm 2001 của Ấn Độ, Satigachha có dân số 8400 người. Phái nam chiếm 51% tổng số dân và phái nữ chiếm 49%. Satigachha có tỷ lệ 65% biết đọc biết viết, cao hơn tỷ lệ trung bình toàn quốc là 59,5%: tỷ lệ cho phái nam là 69%, và tỷ lệ cho phái nữ là 60%. Tại Satigachha, 11% dân số nhỏ hơn 6 tuổi.